# Jardín Botánico de la Universidad Técnica de Brunswick
El Jardín Botánico de la Universidad Técnica de Brunswick en alemán: Botanischer Garten der Technischen Universität Braunschweig es un jardín botánico e invernaderos que se encuentra en la sede de la Universidad Técnica de Braunschweig, de unas 5 hectáreas de extensión, en Alemania.
El código de identificación internacional del Jardín Botánico de la Universidad Técnica de Brunswick como miembro del "Botanic Gardens Conservation International" (BGCI), así como las siglas de su herbario es BRAUN.

## Localización
Botanischer Garten der Technischen Universität Humboldstrasse 1, D-38106 Braunschweig, Niedersachsen, Deutschland-Alemania.
Planos y vistas satelitales.52°16′15″N 10°31′59″E / 52.27083, 10.53306
El jardín botánico está abierto todo el año.

## Historia

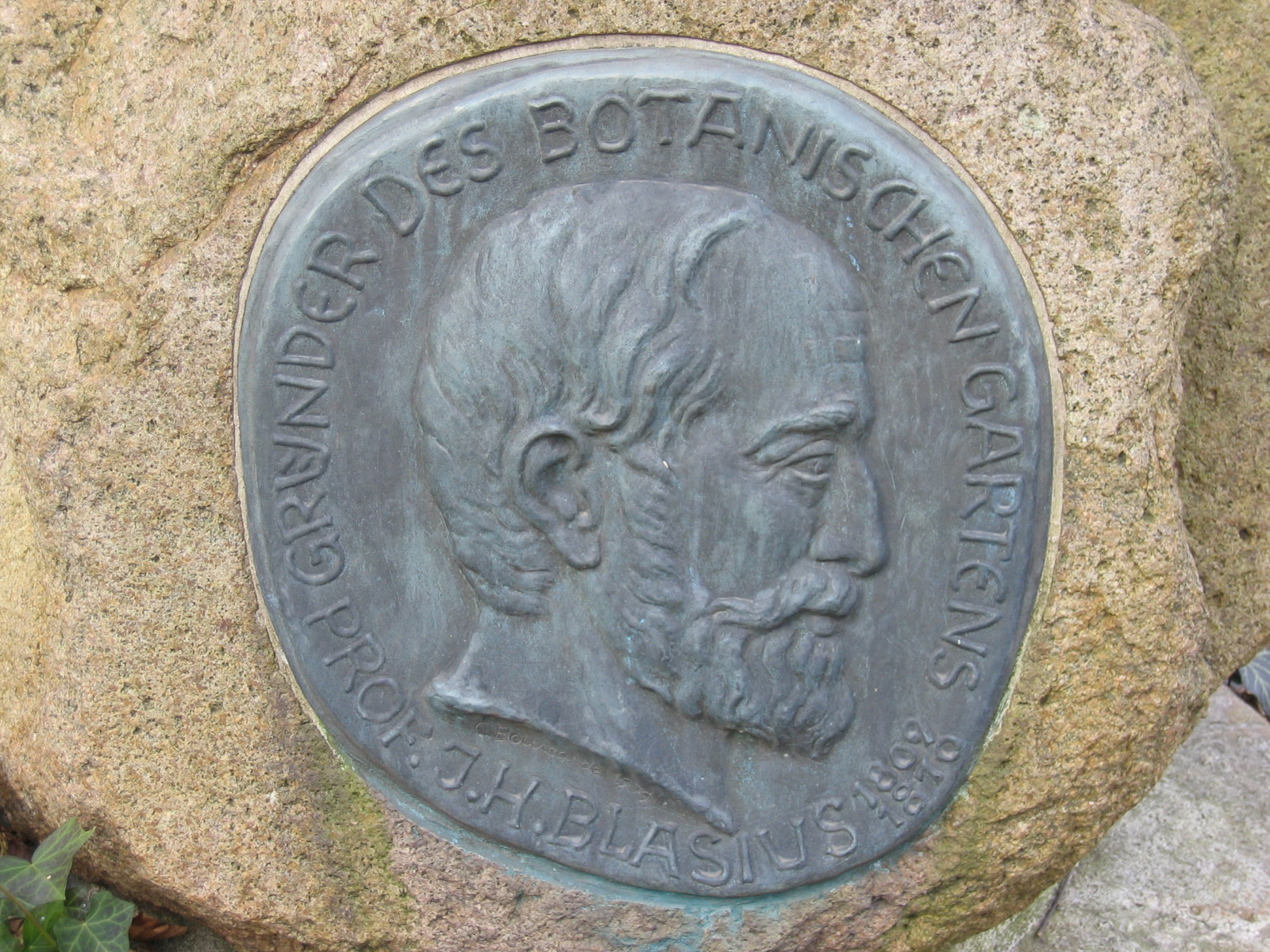
Johann Heinrich Blasius, fundador del jardín botánico.

El jardín botánico de la TU Brunswick fue fundado en 1840 por Johann Heinrich Blasius, en los bancos del río Oker en los terrenos de una anterior majestuosa mansión en los bosques que allí se encontraban.
Fue comenzado originalmente en 1828 en el banco opuesto del río Oker - un jardín mucho más pequeño por Blasius, que a continuación buscó un sitio más grande.
El jardín viejo se perdió en 1868. Antes de 1900, había 2700 especies de plantas cultivadas en el exterior y 1200 especies en los invernaderos. Algunos árboles de 1840 permanecen aún hoy.
Durante la Segunda Guerra Mundial, el jardín sufrió el bombardeo, especialmente en los años 1944/45, y fue destruido parcialmente, pero reconstruido después del final de la guerra.
En 1985, se restauró un jardín barroco de unos 800 m², con un énfasis en cultivos hotícolas, que fue aumentado con un arroyo y una cascada en un pequeño barranco en 1989.
En 1995, el área del jardín fue ampliada en unas 4 hectáreas. Esta área está dedicada principalmente para la investigación.

## Colecciones
Las plantas que alberga son en su mayoría pertenecientes a las familias de las:
- Alpinum que en el año 1959 se trasladó a la ladera norte.[2]
- Invernaderos, el 31 de marzo de 2006, se abrieron nuevos invernaderos con "Casa Tropical" en la que, entre otras cosas, se puede visitar Victoria regia. En febrero de 2010, un pequeño invernadero para las plantas carnívoras. La familia Orchidaceae está representada con 500 spp.
- Colecciones de Pelargonium, 100 spp.,
- Colecciones de Melica, 17 spp.,
- Colecciones de Alchemilla, 100 spp., flora nativa de Europa e Irán.

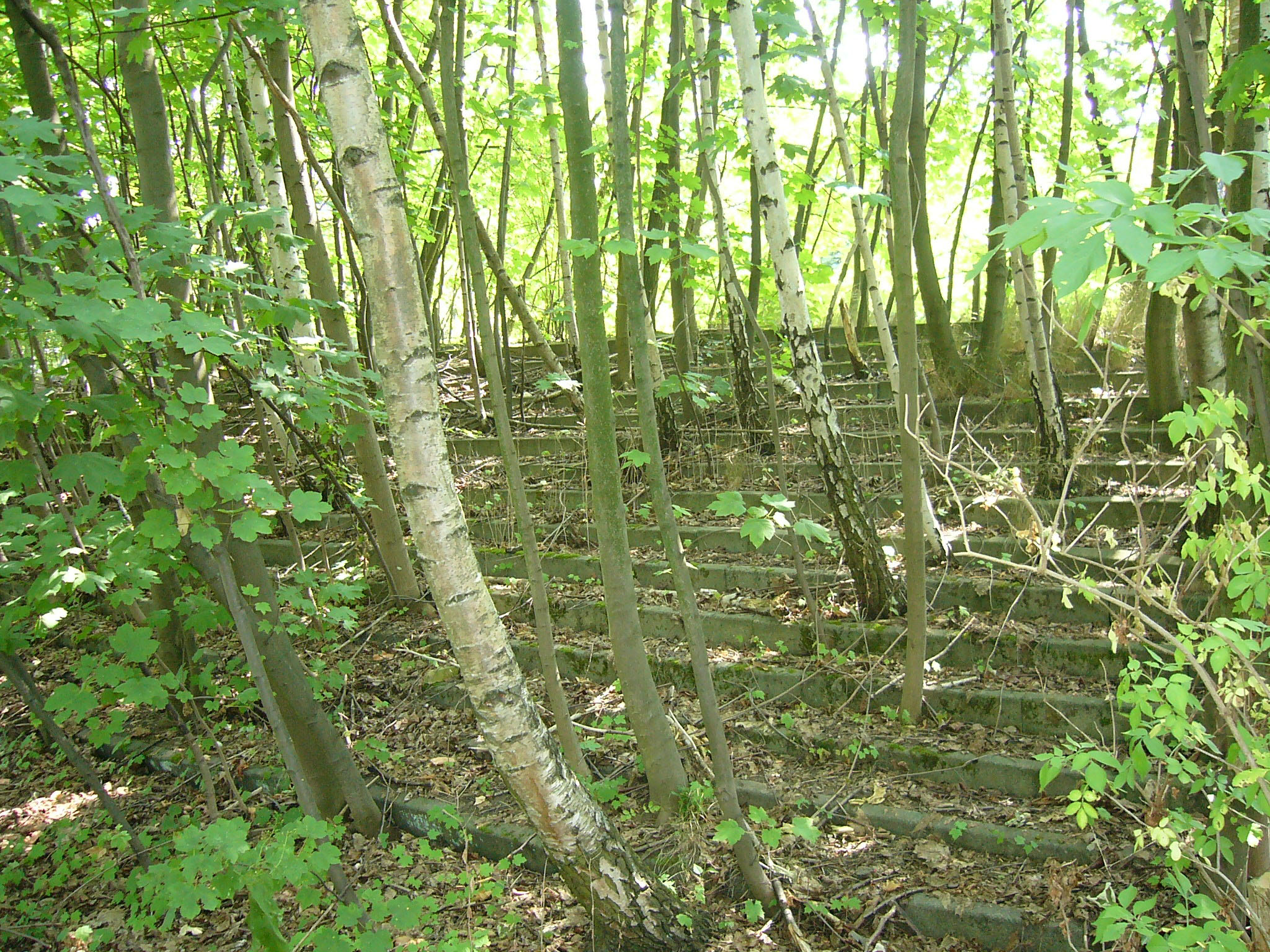
Plantas silvestres creciendo en antigua escalinata.
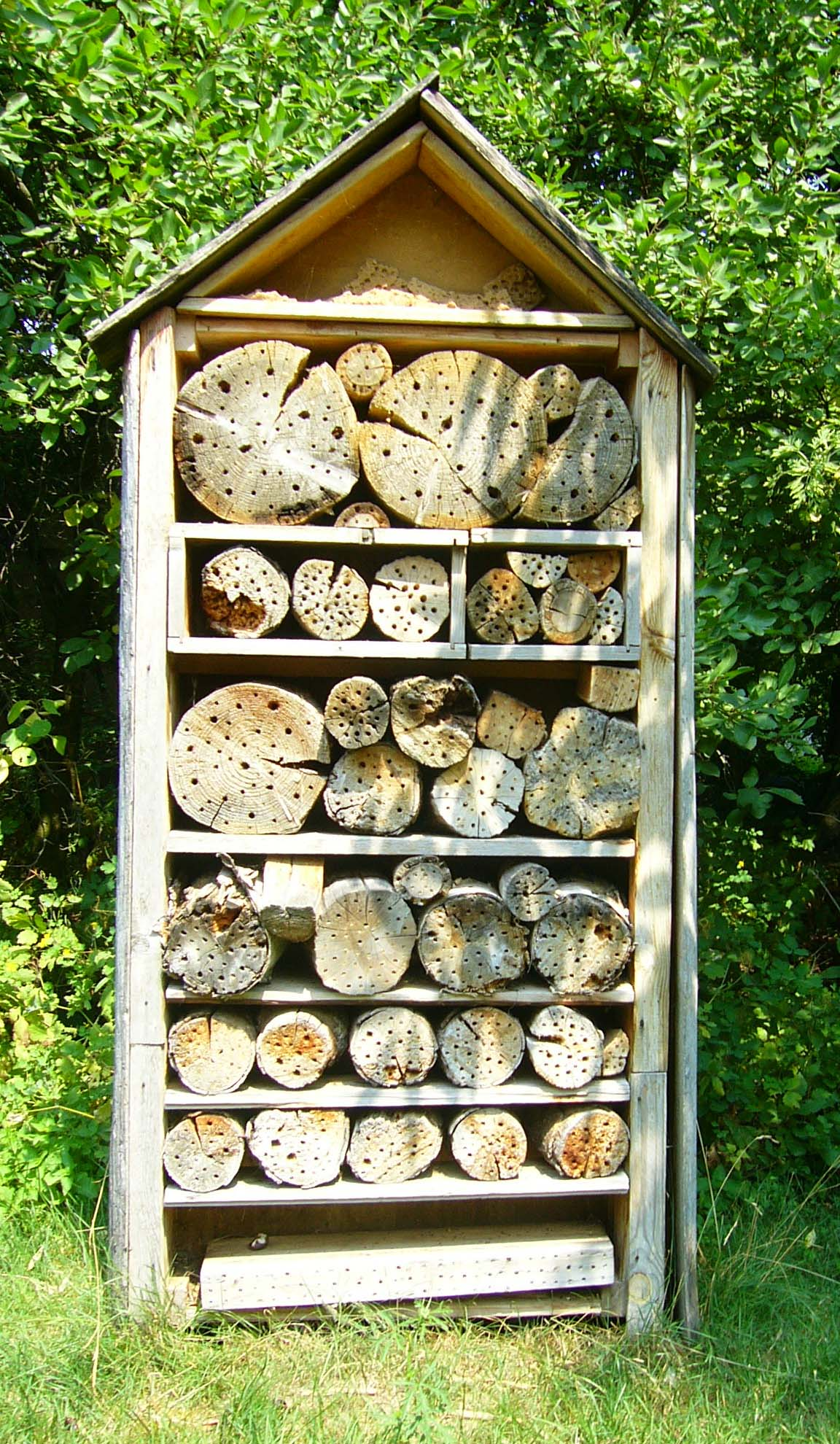
Una caja de insectos en el jardín botánico.
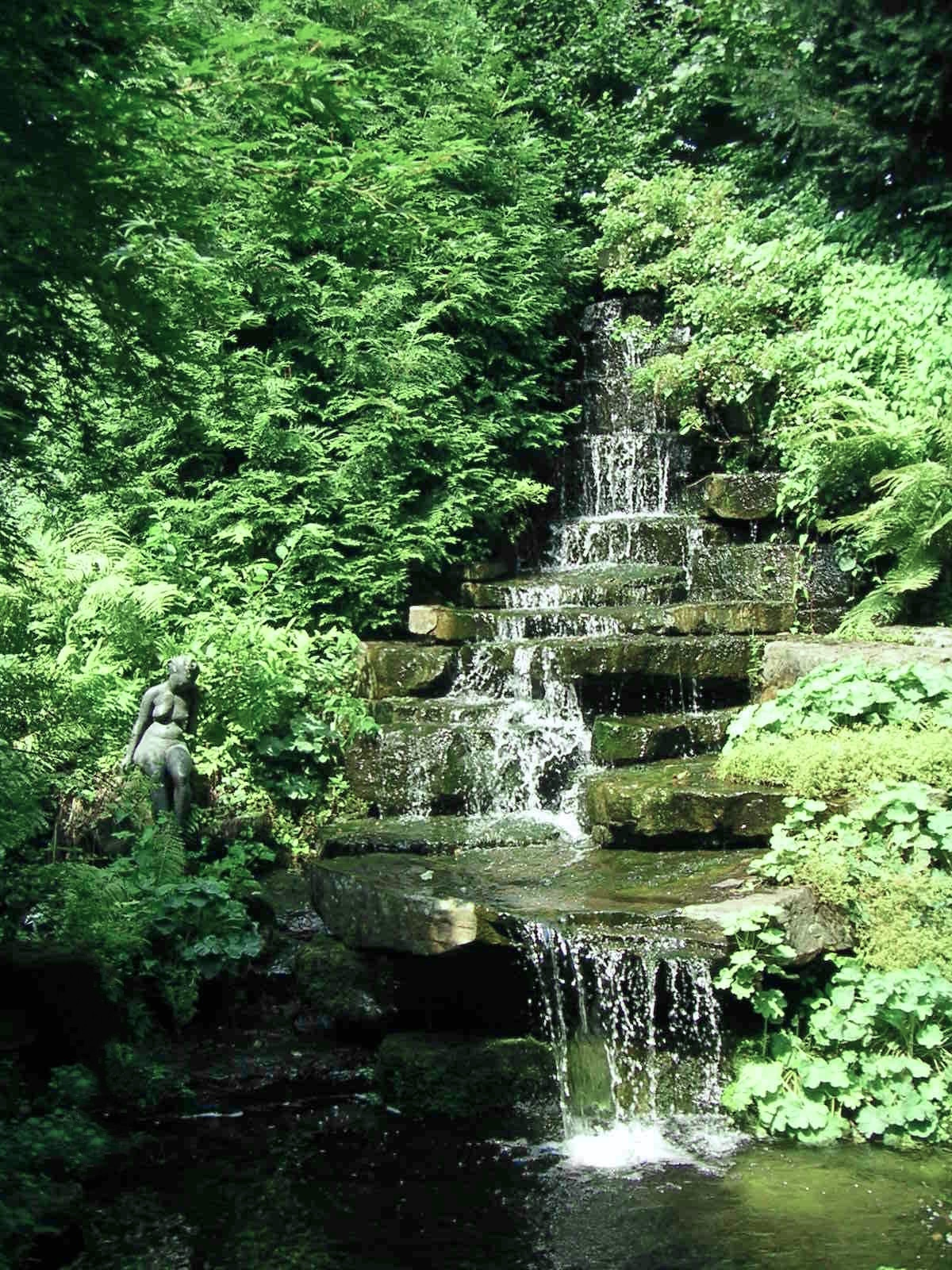
Cascada en el "Botanischer Garten Braunschweig".
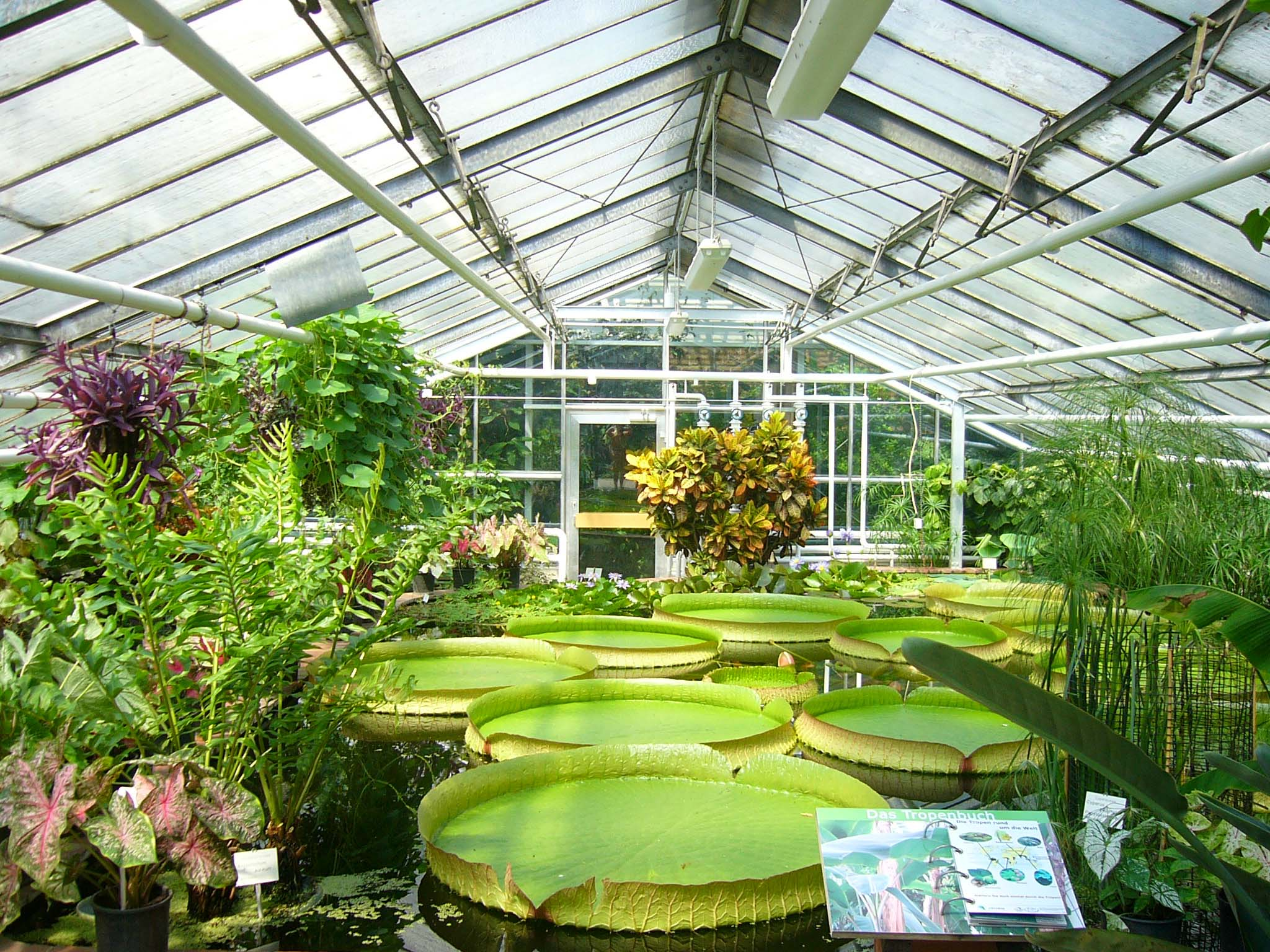
Plantas acuáticas en el invernadero.
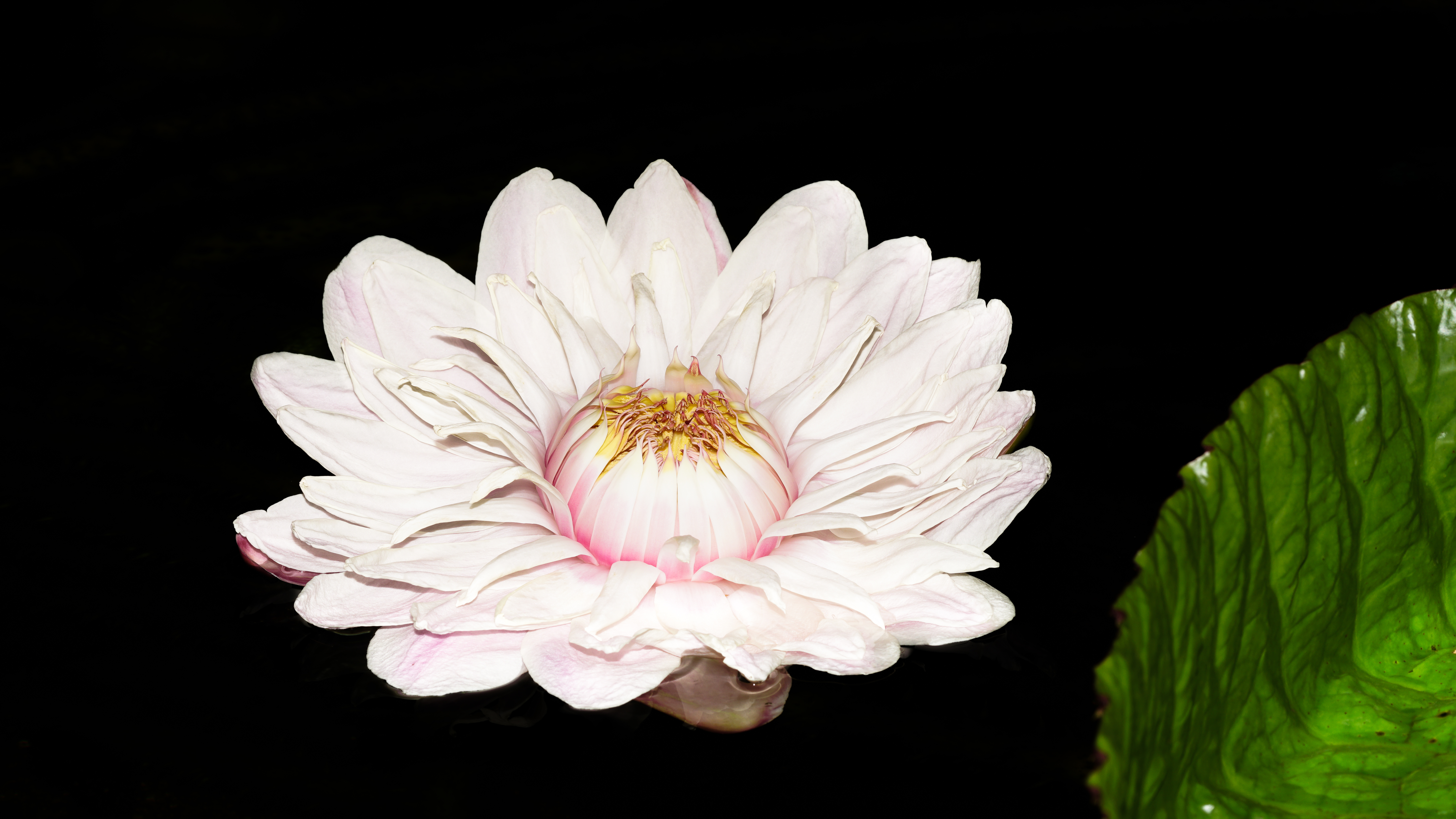
Victoria cruziana en flor, 2023